# Еуджен Доґа
Еуджен Доґа (також: Євген Дмитрович Дога; рум. Eugen Doga; 1 березня 1937, с. Мокра, Молдавська АРСР, УРСР — 3 червня 2025) — радянський і молдовський композитор. Народний артист Молдавської РСР (1982). Народний артист СРСР (1987). Лауреат Державних премій Молдавської РСР (1980) та РСФСР (1984).

## Життєпис
Музичну освіту здобував у 1951—1955 роках у музичному училищі міста Кишинів. У 1960 році закінчив Кишинівську консерваторію Кишинівську консерваторію за спеціальністю «віолончель». П'ять років навчався на відділенні композиції (1960—1965).
На перешкоді музичній кар'єрі став параліч лівої руки, що не завадило грі на чембало правою і композиторській практиці.
1963 роком датований його перший квартет для струнних і музичний підручник.
У 1963—1967 рр. — викладач теорії музики в Кишинівському музичному училищі ім. Є. Коки. Потім перейшов на адміністративну роботу в комісію з Державних і Ленінських премій СРСР.
1973 року Євген Дога отримав Премію комсомола Молдавії імени Бориса Главана за цикл популярних пісень((рос.)«Песня о моём городе», «Я и ты», «Мои прекрасные кодры», «Хора дружбы»).
Після розпаду СРСР постійно проживав у місті Кишинів, Молдова.
У 2022 році засудив російське вторгнення в Україну.
Помер 3 червня 2025 року у віці 88 років.

## Родина
- Батько — Дмитро Федорович Доґа (нар. 1906)
- Мати — Єлизавета Никифорівна Доґа (нар. 1915)
- Дружина — Наталя Павлівна Доґа (нар. 1939, інженер за фахом.
- Донька — Віорика Євгенівна Доґа (нар. 1966)
- Онук — Домінік Доґа (нар. 2001)

## Фільмографія
Автор музики до кінокартин та мультфільмів:
- 1968 — «Коза і троє козенят» (мультфільм)
- 1969 — «Весілля у палаці»
- 1971 — «Лаутари»
- 1976 — «Табір іде в небо»
- 1976 — «Випадок на фестивалі»
- 1977 — «Оповідь про хороброго витязя Фет-Фрумоса»
- 1978 — «Мій ласкавий і ніжний звір»
- 1979 — «Весняна Олімпіада, або Начальник хору»
- 1981 — «Діти, сонечко і сніг» (мультфільм)
- 1981 — «Марія, Мирабела»
- 1981 — «Портрет дружини художника»
- 1983 — «Самотнім надається гуртожиток»
- 1983 —1986 — «Анна Павлова»
- 1985 — «Танцмайданчик»
- 1986 — «Лучаферул»
- 1987 — «Причали»
- 1988 — «Дикун»
- 1988 — «Шуліки здобутком не діляться»
- 1988 — «Марія, Мирабела в Транзисторії»
- 2003 — «Благословіть жінку»
- 2006 — «Сьоме небо»
- 2007 — «Канікули кохання»
- 2009 — «Горобиновий вальс»
- 2010 — «Золота рибка в місті N»

До українських фільмів
- 1978 — «Казка як казка»
- 1980 — «„Мерседес“ втікає від погоні»
- 1982 — «Гонки по вертикалі» (т/ф, 3 с)
- 1984 — «Що у Сенька було»
- 1984 — «Якщо можеш, пробач...»
- 1984 — «Третій у п'ятому ряду»
- 1985 — «Далекий голос зозулі» (т/ф, 2 а)
- 1985 — «Повернення» (2 с)
- 1988 — «Брате, знайди брата!»
- 1990 — «Увага: Відьми!»
- 1991 — «Путана»
- 1992 — «Панове артисти»
- 1994 — «Бульварний роман»
- 1998 — «Сьома каблучка чаклунки» (4 с, відео)
- 2006 — «Будинок-фантом у придане»
- 2007 — «Гальмівний шлях»
- 2008 — «Ой, мамочки...»